# Lepadella decora
Lepadella decora är en hjuldjursart som beskrevs av Berzinš 1982. Lepadella decora ingår i släktet Lepadella och familjen Lepadellidae. Inga underarter finns listade i Catalogue of Life.